# Seznam medailistů na mistrovství Evropy – desetiboj muži, sedmiboj ženy
Toto je kompletní seznam medailistů v desetiboji na mistrovství Evropy v atletice mužů od roku 1934 do současnosti.

## Muži (desetiboj)
| Rok  | Místo     | Zlato                            | Výkon vítěze                     | Stříbro                          | Bronz                            |
| ---- | --------- | -------------------------------- | -------------------------------- | -------------------------------- | -------------------------------- |
| 1934 | Turín     | Hans-Heinrich Sievert            | 6858 bodů                        | Leif Dahlgren                    | Jerzy Plawczyk                   |
| 1938 | Paříž     | Olle Bexell                      | 7214 bodů                        | Witold Gerutto                   | Josef Neumann                    |
| 1946 | Oslo      | Godtfred Holmvang                | 6987 bodů                        | Sergej Kuzněcov                  | Göran Waxberg                    |
| 1950 | Brusel    | Ignace Heinrich                  | 7364 bodů                        | Örn Clausen                      | Kjell Tånnander                  |
| 1954 | Bern      | Vasilij Kuzněcov                 | 6752 bodů                        | Torbjörn Lassenius               | Heinz Oberbeck                   |
| 1958 | Stockholm | Vasilij Kuzněcov                 | 7865 bodů                        | Uno Palu                         | Walter Meier                     |
| 1962 | Bělehrad  | Vasilij Kuzněcov                 | 8026 bodů                        | Werner von Moltke                | Manfred Bock                     |
| 1966 | Budapešť  | Werner von Moltke                | 7740 bodů                        | Jörg Mattheis                    | Horst Beyer                      |
| 1969 | Athény    | Joachim Kirst                    | 8041 bodů                        | Herbert Wessel                   | Viktor Čelnokov                  |
| 1971 | Helsinky  | Joachim Kirst                    | 8196 bodů                        | Lennart Hedmark                  | Hans-Joachim Walde               |
| 1974 | Řím       | Ryszard Skowronek                | 8207 bodů                        | Yves Le Roy                      | Guido Kratschmer                 |
| 1978 | Praha     | Alexandr Grebeňuk                | 8340 bodů                        | Daley Thompson                   | Siegfried Stark                  |
| 1982 | Athény    | Daley Thompson                   | 8743 bodů                        | Jürgen Hingsen                   | Siegfried Stark                  |
| 1986 | Stuttgart | Daley Thompson                   | 8811 bodů RM                     | Jürgen Hingsen                   | Siegfried Wentz                  |
| 1990 | Split     | Christian Plaziat                | 8574 bodů                        | Dezsõ Szabó                      | Christian Schenk                 |
| 1994 | Helsinky  | Alain Blondel                    | 8453 bodů                        | Henrik Dagård                    | Lev Lobodin                      |
| 1998 | Budapešť  | Erki Nool                        | 8667 bodů                        | Eduard Hämäläinen                | Lev Lobodin                      |
| 2002 | Mnichov   | Roman Šebrle                     | 8800 bodů                        | Erki Nool                        | Lev Lobodin                      |
| 2006 | Göteborg  | Roman Šebrle                     | 8526 bodů                        | Attila Zsivóczky                 | Alexej Drozdov                   |
| 2010 | Barcelona | Romain Barras                    | 8453 bodů                        | Eelco Sintnicolaas               | Andrej Kravčenko                 |
| 2012 | Helsinky  | Pascal Behrenbruch               | 8558 bodů                        | Oleksij Kasjanov                 | Ilja Škurenjov                   |
| 2014 | Curych    | Andrej Kravčenko                 | 8616 bodů                        | Kévin Mayer                      | Ilja Škurenjov                   |
| 2016 | Amsterdam | Thomas Van der Plaetsen          | 8218 bodů                        | Adam Sebastian Helcelet          | Mihail Dudaš                     |
| 2018 | Berlín    | Arthur Abele                     | 8431 bodů                        | Ilja Škurenjov                   | Vitalij Žuk                      |
| 2020 | Paříž     | zrušeno kvůli pandemii covidu-19 | zrušeno kvůli pandemii covidu-19 | zrušeno kvůli pandemii covidu-19 | zrušeno kvůli pandemii covidu-19 |
| 2022 | Mnichov   | Niklas Kaul                      | 8545 bodů                        | Simon Ehammer                    | Janek Õiglane                    |
| 2024 | Řím       | Johannes Erm                     | 8764 bodů                        | Sander Skotheim                  | Makenson Gletty                  |

## Ženy (pětiboj)
| Rok  | Místo     | Zlato                   | Výkon vítěze | Stříbro             | Bronz                |
| ---- | --------- | ----------------------- | ------------ | ------------------- | -------------------- |
| 1950 | Brusel    | Arlette Ben Hamová      | 3204 bodů    | Bertha Crowtherová  | Olga Modrachová      |
| 1954 | Bern      | Alexandra Čudinová      | 4526 bodů    | Maria Sanderová     | Maria Sturmová       |
| 1958 | Stockholm | Galina Bystrovová       | 4733 bodů    | Nina Vinogradovová  | Edeltraud Eiberleová |
| 1962 | Bělehrad  | Galina Bystrovová       | 4833 bodů    | Denise Guénardová   | Helga Hoffmannová    |
| 1966 | Budapešť  | Valentina Tichomirovová | 4787 bodů    | Heide Rosendahlová  | Inge Exnerová        |
| 1969 | Athény    | Liese Prokopová         | 5030 bodů    | Meta Antenenová     | Marija Sizjakovová   |
| 1971 | Helsinky  | Heide Rosendahlová      | 5299 bodů    | Burglinde Pollaková | Margrit Herbstová    |
| 1974 | Řím       | Nadija Tkačenková       | 4776 bodů    | Burglinde Pollaková | Zoja Spasovchodská   |
| 1978 | Praha     | Margit Pappová          | 4655 bodů    | Burglinde Pollaková | Kristine Nitzscheová |

## Ženy (sedmiboj)
| Rok  | Místo     | Zlato                            | Výkon vítěze                     | Stříbro                          | Bronz                            |
| ---- | --------- | -------------------------------- | -------------------------------- | -------------------------------- | -------------------------------- |
| 1982 | Athény    | Ramona Neubertová                | 6622 bodů                        | Sabine Mobiusová                 | Sabine Evertsová                 |
| 1986 | Stuttgart | Anke Vaterová                    | 6717 bodů                        | Natalia Sčubenkovová             | Judy Simpsonová                  |
| 1990 | Split     | Sabine Braunová                  | 6688 bodů                        | Heike Tischlerová                | Peggy Beerová                    |
| 1994 | Helsinky  | Sabine Braunová                  | 6419 bodů                        | Rita Ináncsiová                  | Urszula Włodarczyková            |
| 1998 | Budapešť  | Denise Lewisová                  | 6559 bodů                        | Urszula Włodarczyková            | Natalja Sazanovičová             |
| 2002 | Mnichov   | Carolina Klüftová                | 6542 bodů                        | Sabine Braunová                  | Natalja Sazanovičová             |
| 2006 | Göteborg  | Carolina Klüftová                | 6740 bodů                        | Karin Ruckstuhlová               | Lilli Schwarzkopfová             |
| 2010 | Barcelona | Jessica Ennisová                 | 6823 bodů                        | Natalija Dobrynská               | Jennifer Oeserová                |
| 2012 | Helsinky  | Antoinette Nana Djimouová        | 6544 bodů                        | Laura Ikaunieceová               | Aiga Grabusteová                 |
| 2014 | Curych    | Antoinette Nana Djimouová        | 6551 bodů                        | Nadine Broersenová               | Nafissatou Thiamová              |
| 2016 | Amsterdam | Anouk Vetterová                  | 6626 bodů                        | Antoinette Nana Djimouová        | Ivona Dadic                      |
| 2018 | Berlín    | Nafissatou Thiamová              | 6816 bodů                        | Katarina Johnsonová-Thompsonová  | Carolin Schäferová               |
| 2020 | Paříž     | zrušeno kvůli pandemii covidu-19 | zrušeno kvůli pandemii covidu-19 | zrušeno kvůli pandemii covidu-19 | zrušeno kvůli pandemii covidu-19 |
| 2022 | Mnichov   | Nafissatou Thiamová              | 6628 bodů                        | Adrianna Sułeková                | Annik Kälinová                   |
| 2024 | Řím       | Nafissatou Thiamová              | 6848 bodů RM                     | Auriana Lazraqová-Khlassová      | Noor Vidtsová                    |